# Војислав Псончак
Војислав Псончак је београдски стрип сценариста, познат по раду са стрип-цртачем Јованом Николићем под псеудонимом Ано & Неп. Рођен је 1961. године.
Остварио је пар филмских улога: у филму „Зимовање у Јакобсфелду“, где је глумио малог Немца Бојџију, као и у Британско -Југословенском мини-серијалу „Бекство из Собибора“ где је глумио логораша Лебника.
Живи и ради у Њујорку.